# Lisiny (Mazovie)
Pour les articles homonymes, voir Lisiny.
Lisiny (prononciation : [liˈɕinɨ]) est un village polonais de la gmina de Lubowidz dans le powiat de Żuromin de la voïvodie de Mazovie dans le centre-est de la Pologne.

## Histoire
De 1975 à 1998, le village appartenait administrativement à la voïvodie de Ciechanów.
]